# 22 пули: Бессмертный
«22 пули: Бессмертный» (фр. L'Immortel) — французский фильм Ришара Берри по роману Франса-Оливье Гисбера, вышедший 24 марта 2010 года в мире, а 8 апреля 2010 — в России. В основу фильма также легло покушение на Жака Эмбера — лидера марсельской мафии.

## Сюжет
Шарли Матей — крёстный отец Марселя. Ради семьи, он решает отойти от дел и жить в покое. Но его компаньоны против такого поворота событий и совершают на него жестокое покушение, не оставляя ему ни одного шанса. На парковке Старого порта, отряд из восьми человек расстреливают его в упор. Но каким-то чудом, он словно бессмертный — отсюда и его прозвище «Бессмертный» — остаётся жив. Шарли доставляют в больницу и извлекают из его тела 22 пули. 
Следователь Мари Голдман расследует неудавшееся покушение на его жизнь. Её муж, также полицейский, был убит при исполнении служебных обязанностей, а убийца так и не был пойман. Несмотря на безразличие начальства, она продолжает попытки найти убийцу мужа, которого подозревает в рядах синдиката Шарли.
В собственных поисках, Шарли хочет докопаться до истины и сначала установить личность нападавших без излишнего и жестокого кровопролития. Этой снисходительностью пользуется банда убийц, и его друг Карим оказывается зверски убит. Теперь он жаждет отомстить своим некогда друзьям.
С этого момента, он решает обеспечить безопасность для близких ему людей, убив команду убийц и их нанимателей. Он наведывается в ресторан, где вся банда празднует день рождения одного из них. Он угрожает им и говорит, что будет убивать их по одному, и сразу же начинает свою беспощадную охоту, пристрелив виновника торжества.

## В ролях
| Актёр               | Роль                            |
| ------------------- | ------------------------------- |
| Жан Рено            | Шарли Матеи́                     |
| Кад Мерад           | Тони Закия                      |
| Жан-Пьер Дарруссен  | Мартин Будинар                  |
| Марина Фоис         | Мари Гольдман                   |
| Joey Starr          | Фисташка                        |
| Ришар Берри         | Ауре́лио Рамполи                 |
| Филипп Маньян       | глава уголовной полиции Марселя |
| Клод Жансак         | Фонтароза                       |
| Венантино Венантини | Падовано                        |

## Саундтрек
- Mom
- Tosca: Act III: E lucevan le stelle
- Tosca: Act III: Ah! Franchigia a Floria Tosca
- Assassination Flashback
- La boheme: Act I: Ehi! Rodolfo! -
- La boheme: Act I: O soave fanciulla -
- Madama Butterfly: Un bel di vedremo (Voice) — Renata Scotto
- Harbor Warehouse
- Rigoletto: «Tutte le feste al tempio»
- Karim Killed
- Birthday Killing
- Motorcycle Chase
- Charly Interrogation
- Rabau Killing
- Charly’s Plan
- Saving Anatole — Part 1
- Saving Anatole — Part 2
- Kitchen Fight
- Final Interrogation
- Parking
- Lucia di Lammermoor: Scena V
- Immortal (Radio Edit) — Laurence Revey

## Художественные ценности
Фильм основан на реальных событиях. В Марселе жил Жак Эмбер, известный как Жаки лё Ма («Сумасшедший») по прозвищу ле Мату. 1 февраля 1977 года в него было выпущено 7 пуль 11,43 мм и 15 картечин. Но фильм не является биографическим повествованием, поскольку все остальные события в нём вымышлены.